# 香登教会
香登教会（かがときょうかい）は、岡山県備前市にある日本イエス・キリスト教団の教会である。
1881年（明治14年）、馬場種太郎が岡山教会で洗礼を受ける。1888年（明治21年）に藤田国松伝道師、1889年には西尾文亭伝道師が定住する。岡山からは安部磯雄、石井十次が応援に来る。
1893年（明治26年）には溝手文太郎伝道師が着任して50人の教会になった。1893年11月に岡山教会より独立し、日本組合基督教会香登教会になる。
1904年、溝手牧師の転出後に後任問題が起こり、4月に分裂して香登教会になる。その頃に、B・F・バックストン、笹尾鉄三郎、竹田俊造らが春秋年2回の修養会を持つようになり、きよめ派の教会になっていく。
1918年（大正7年）7月、佐藤邦之助が牧師になる。1923年（大正12年）に新会堂が建設される。1930年（昭和5年）、イエスキリスト召団の結成に加わる。1931年（昭和6年）、中島彰が牧師になる。
1935年（昭和10年）5月に日本伝道隊系の聖書教会を加えて、日本イエス・キリスト教会(佐藤邦之助理事長)に合流する。
1941年（昭和16年）日本基督教団の7部（沢村五郎代表）に加入する。戦時中は大島常治が牧師になる。1946年、中島彰牧師が再任し、1951年7月に日本イエス・キリスト教団の再結成に参加する。
1964年（昭和39年）に新会堂を増築した。

## 主な出身者
- 山口金作
- 金田数男
- 西村関一
- 富田鎮男
- 安藤仲市